# BB Brissonneau et Lotz
,,,
Le type BB Brissonneau & Lotz désigne une famille de locomotives produites (en partie) par la société Brissonneau et Lotz.
Toutes les locomotives appartenant à cette famille découlent du type BB 63000 de la SNCF, et possèdent de ce fait des caractéristiques communes en ce qui concerne la disposition générale de l'engin. Depuis 1953 et la 040 DE 1 de la SNCF jusqu'en 1977, plus de 1 000 locomotives de ce type furent produites, ce qui en fait l'une des plus grandes familles de locomotives diesel-électrique d'Europe.

## Description des engins
Toutes les locomotives de cette famille possèdent une cabine de conduite unique et décentrée aux deux-tiers de l'engin. Celle-ci est encadrée par un grand capot renfermant le groupe électrogène et ses auxiliaires, et par un petit capot renfermant des batteries et deux réservoirs principaux d'air. Les deux capots sont bordés de part et d'autre par des passerelles donnant accès à la cabine de conduite.
La silhouette de ces locomotives est largement inspirée par celle des Road-switcher américains et des locotracteurs.

## Historique
C'est en 1953 que sort la première locomotive. Numérotée 040 DE 001 et destinée à la SNCF, cette locomotive est dotée d'un moteur Sulzer de 450 kW. La première entreprise à acquérir des modèles dérivés de ces machines sont les Mines de potasse d'Alsace, qui, dès 1954 réceptionnent des engins tout à fait similaires à ceux de la SNCF. En 1956, les premières machines à moteur MGO font leur apparition à la SNCF sous la numérotation 040DE500, puis BB 63500. La dotation de ce type de moteur permet un gain de puissance de plus de 200 chevaux sur les moteurs Sulzer, ce qui permet d'utiliser ces locomotives à la traction de trains de marchandises plus lourds et à la manœuvre dans les triages. Cette évolution va engendrer de nombreuses commandes auprès de Brissonneau et Lotz par de multiples réseaux, tant français qu'étrangers. La construction en grande série et à bas prix, ainsi que le contexte de la décolonisation et de la guerre froide[réf. nécessaire] vont contribuer au succès commercial de ces locomotives.

## Commandes et livraisons

### BB 63000 moteur Sulzer
France
- 250[5] SNCF BB 63000

Privés
- 7[6] Mines de potasse d'Alsace (Sulzer 6LDA22 de 600 ch) numéros 040 DE 1 à 7
- 2[6] Usinor Denain (Sulzer 6LDA22 de 600 ch) numéros 220 à 221

Etranger
- 6[7] Ferrocarriles Nacionales de Cuba (Sulzer 6LDA22 de 750 ch) numéros 7501 à 7506
- 6[7] Ferrocarriles Nacionales de Cuba (Sulzer 6LDA22 de 800 ch) numéros 8001 à 8006
- 10[8] Renfe (Sulzer 6LDA22 de 725 ch) numéros 10701 à 10710

### BB 63000 moteur MGO 825 ch

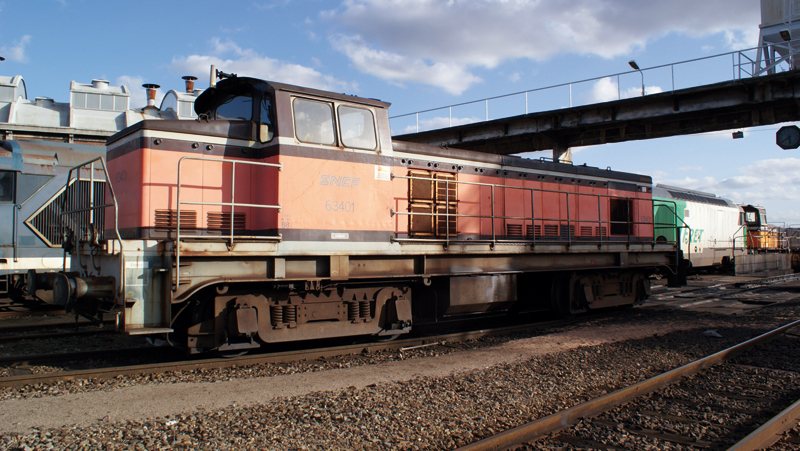
La SNCF BB 63401 au dépôt de Longueau

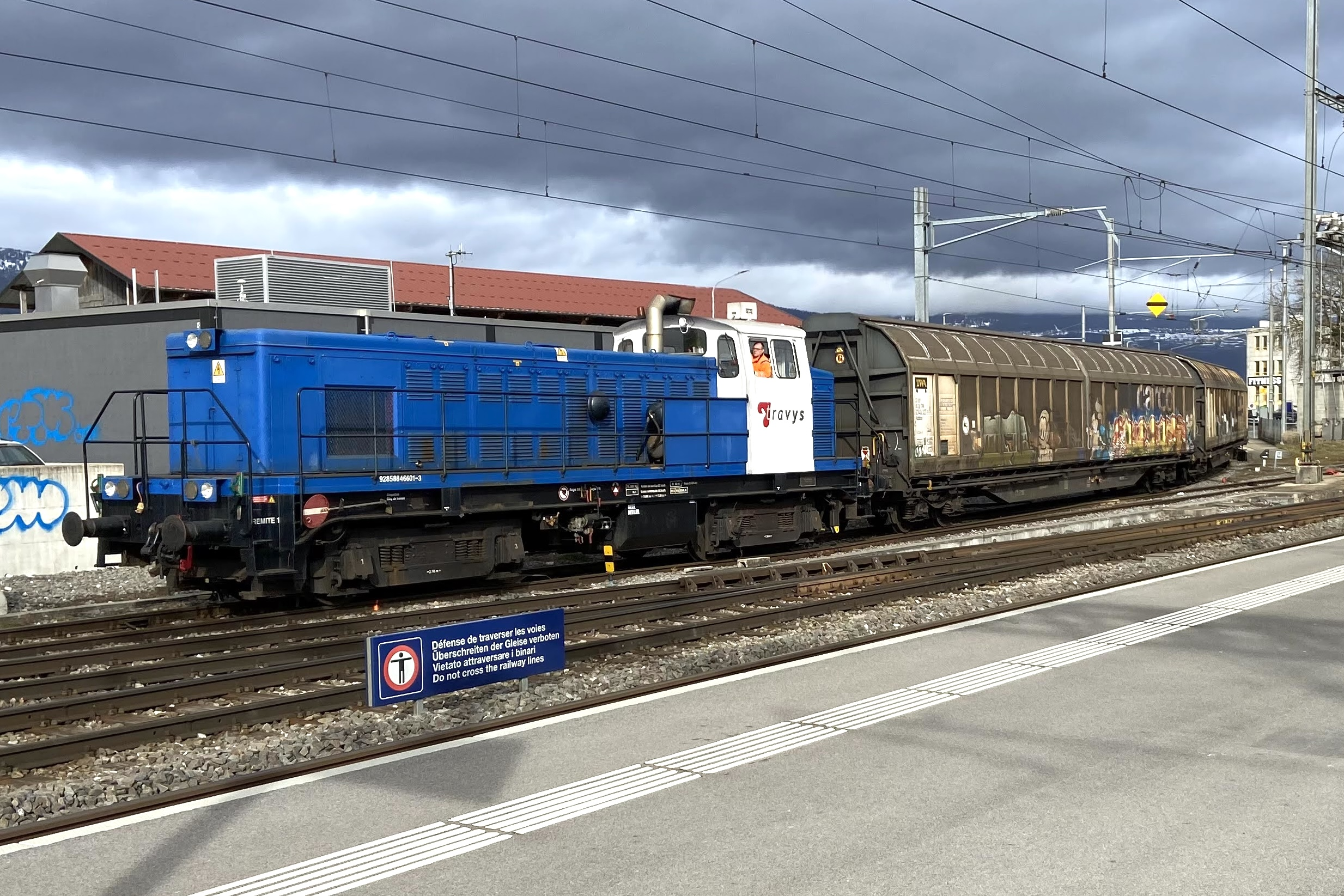
Travys Em 4/4 601, Monteur Sulzer 600 ch, a l'origine Bassin minier du Nord-Pas-de-Calais, 2022

France
- 23[9] SNCF BB 63400
- 580[10] SNCF BB 63500

Privés
- 99[6] Bassin minier du Nord-Pas-de-Calais moteur MGO 600 ch numéros 1 à 99
- 10[6] Bassin minier du Nord-Pas-de-Calais moteur MGO 825 ch numéros 101 à 110
- 2[11] Chemin de fer de Chauny à Saint-Gobain (Aisne) pour Saint-Gobain moteur MGO 600 ch numéro 1 (1959) et 2 (1961) puis en 1979 Aciéries et Laminoirs de Beautor (Aisne) pour la n°1 et Entrepots Gardiloire-Stokaloire à Montoir-de-Bretagne (Loire Atlantique) pour la n°2

Etranger
- 8[12] Société nationale des chemins de fer luxembourgeois numéros 851 à 858
- 104[12] Chemins de fer yougoslaves numéros 642 001 à 642 203 et 642 301
- 25[13] Caminhos de ferro portugueses Série 1200 numéros 1201 à 1225 pour voie large
- 49[13] Empresa de los Ferrocarriles del Estado numéros 7101 à 7149 pour voie large
- 30[13] Ferrocarriles Nacionales de Cuba numéros 8015 à 8044

### BB 63000 moteur MGO supérieur à 825 ch
- 10[14] Chemin de fer de Mauritanie de 850 ch numéros 001 à 010
- 13[13] Société nationale des chemins de fer luxembourgeois de 925 ch numéros 901 à 913
- 51[14] Chemins de fer yougoslaves de 925 ch numéros 643 001 à 643 051
- 1[6] Mines de Droitaumont MGO 1200 ch numéro BL 1
- 4[15] Régie départementale des transports des Bouches-du-Rhône de 1200 ch série 1201 à 1204

## Rachats et modifications
- 1 SNCF BB 63413 : Plathée issue de BB 63413
- 40 SNCF BB 64600 issues de BB 63400 et 63500
- 23 et 19 SNCF BB 64700 / TBB 64800 issues respectivement de BB 63000 et 63500

Privés
- 24[16] Voies ferrées locales et industrielles moteur Iveco 560 kW dont
  - 3[16] Installation Terminal Embranchée numéros BB 401 à 403 ex BB 63000
  - 21[16] Réseau ferré national numéros BB 410 à 427 ex BB 63500

À la suite de la fermeture, 100 locomotives du bassin minier du Nord-Pas-de-Calais ont été transformées ou vendues :
- 7[6] Régie autonome des transports parisiens 600 ch numéros T 160 à 163 et T 165 à 167 ex Bassin minier du Nord-Pas-de-Calais moteur MGO 600 ch
- 3[6] Régie autonome des transports parisiens 825 ch numéros T 168 à 170 ex Bassin minier du Nord-Pas-de-Calais moteur MGO 825 ch
- 5[6] Société générale de chemins de fer et de transports automobiles 600 ch numéros BB 4501 à 4504 et 4510 ex Bassin minier du Nord-Pas-de-Calais moteur MGO 600 ch
- 18[6] Société générale de chemins de fer et de transports automobiles 825 ch numéros BB 4801 à 4818 ex Bassin minier du Nord-Pas-de-Calais moteur MGO 600 ch porté à 825 ch et UM
- 7[6] usine d'aggloméré Agglonord à Oignies
- 10[6] société des cokes de Drocourt
- 12[6] 600 ch Houillères du bassin de loraine HBL
- 14[6] société NVKS Naamloze Vennootschap van Kempense Steenkoolen
- 1[6] Locotracteurs Gaston Moyse
- 1[6] entreprise Dehé
- 3[6] Desquenne et Giral
- 1[6] Pressiat à Lyon
- 3[6] SAD Florange
- 1[6] Carrières Bocahut Avesnes-sur-Helpe
- 3[6] entreprise Drouard Frères
- 1[6] Mines Domaniales d'Alsace
- 1[6] Mines de Droitaumont
- 1[6] Mines de fer de Mauritanie

À la suite des évènements en ex-Yougoslavie, les locomotives sont réparties dans les nouveaux États :
- 104[17] ex Chemins de fer yougoslaves numéros 642 001 à 642 203 reparties entre les Chemins de fer slovaques (ZS Železničná spoločnosť) et Chemins de fer croates (HZ Hrvatske željeznice)